# Divitision

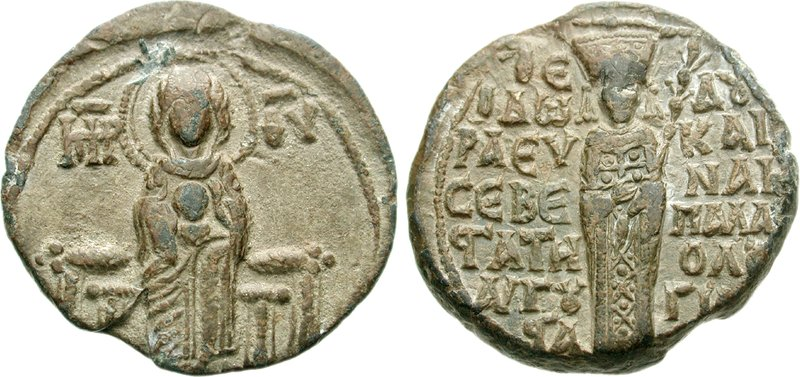
Cesarzowa Teodora Watatzes w divitisionie (po prawej), pieczęć bizantyjska z XIII wieku

Divitision (διβητήσιoν, w transliteracji: dibētēsion, rzeczownik rodzaju nijakiego) – podstawowa część ubioru reprezentacyjnego lub paradnego cesarzy i cesarzowych Bizancjum; długa, sztywna, obcisła szata jedwabna o wąskich rękawach sięgających nadgarstków. Cesarski divitision był z reguły barwy ciemnopurpurowej lub czarnej. Jego dopasowany do ciała krój przywodzi na myśl kaftany i zdradza wpływy wschodnie, silnie kształtujące modę zwłaszcza późnego Bizancjum, w okresie panowania Paleologów. Jednolitą połać szaty mogły zdobić wysadzane klejnotami prostokątne płaty tkaniny zwane tavlia (tablia; l. poj. tavlion/tablion), wykonane taką techniką jak cesarski loros.
Kobiecy wariant divitision zdobiły powłóczyste, wachlarzowate rękawy, opadające swobodnie często aż do kostek cesarzowej.
Divitision bywa mylony w opisach ubioru cesarskiego z ceremonialnym ornatem zwanym sakkos, a jego żeńska wersja – z granatzą, inną szatą o wschodnim pochodzeniu. Taka błędna identyfikacja cesarskiej szaty pojawia się także w dziełach niektórych wybitnych historyków sztuki i ubioru bizantyńskiego (André Grabar, Svetozar Radojčić, Jovan Kovačević) – zob. granatza.
Divitision przyjął się jako ubiór władców także w Drugim Carstwie Bułgarskim i królestwie Serbii – gdzie kulturalne wpływy bizantyńskie zwiększały się stopniowo przez całe średniowiecze, osiągając apogeum za panowania Stefana Duszana (1331–1355). Bałkańscy monarchowie nosili go chętnie w kolorze ciemnoczerwonym. Zgodnie z panującą wśród południowych Słowian modą divitision bywał w Serbii i Bułgarii bogato haftowany perłami, a w górnej partii rękawa ramię obejmowały ozdobne naszywane opaski, określane jako perivrachia (peribrachia; l. poj. perivrachion/peribrachion) lub epimanika (l. poj. epimanikon). Kobiecą odmianę divitision wprowadziła na dwór serbski prawdopodobnie młoda cesarzowa Simonis (ur. 1294), żona Stefana Uroša II Milutina.